# وست اند (نیواورلئان)
وست اند (به انگلیسی: West End) یک منطقهٔ مسکونی در ایالات متحده آمریکا است که در لوئیزیانا واقع شده‌است. وست اند ۱٬۷۰۲ نفر جمعیت دارد و ۰٫۰ متر بالاتر از سطح دریا واقع شده‌است.